# Kétlabdás egyéni croquet az 1900. évi nyári olimpiai játékokon
Az 1900. évi nyári olimpiai játékokon volt először és utoljára kétlabdás egyéni croquet (krokett). Ebben a számban 6-an indultak. Mind a 6 francia volt. Két nő is volt az indulók között. A nevezési határidő 1900. május 31., a nevezési díj 3 frank volt. A ma megszokott arany-, ezüst- és bronzérem helyett egyedül a győztes kapott egy emlékérmet. A versenyt július 22-én kezdték meg, majd ezt követően vasárnaponként folytatták egészen augusztus 15-ig. Az olimpiáról szóló hivatalos jelentés szerint „a párizsi társaság makacssága, amellyel ragaszkodtak ahhoz, hogy a verseny több héten át tartson ellehetetlenítette a vidéki és külföldi versenyzők részvételét”. A helyszín a Párizs melletti Bois de Boulogne-ban volt.

## Eredmény

### Első kör
| Győztes                                  | Pont        | Vesztes                                     |
| Franciaország (FRA) · Maurice Vignerot   | 2–0 (42–40) | Franciaország (FRA) · Madame Desprès        |
| Franciaország (FRA) · Jacques Sautereau  | 2–0 (41–19) | Franciaország (FRA) · Al. Blachère          |
| Franciaország (FRA) · Chrétien Waydelich | w/o         | Franciaország (FRA) · Jeanne Filleaul-Brohy |

### Második kör
| Helyezés | Játékos                                  | Győzelem | Vereség |
| -------- | ---------------------------------------- | -------- | ------- |
| Arany    | Franciaország (FRA) · Chrétien Waydelich | 3        | 0       |
| Ezüst    | Franciaország (FRA) · Maurice Vignerot   | 2        | 1       |
| Bronz    | Franciaország (FRA) · Jacques Sautereau  | 1        | 2       |
| 4        | Franciaország (FRA) · Al. Blachère       | 0        | 3       |

| Győztes                                  | Pont        | Vesztes                                 |
| Franciaország (FRA) · Chrétien Waydelich | 2–1 (42–41) | Franciaország (FRA) · Maurice Vignerot  |
| Franciaország (FRA) · Chrétien Waydelich | ismeretlen  | Franciaország (FRA) · Jacques Sautereau |
| Franciaország (FRA) · Chrétien Waydelich | ismeretlen  | Franciaország (FRA) · Al. Blachère      |
| Franciaország (FRA) · Maurice Vignerot   | 2–1 (42–41) | Franciaország (FRA) · Jacques Sautereau |
| Franciaország (FRA) · Maurice Vignerot   | w/o         | Franciaország (FRA) · Al. Blachère      |
| Franciaország (FRA) · Jacques Sautereau  | ismeretlen  | Franciaország (FRA) · Al. Blachère      |